# 大分朝日放送
大分朝日放送株式会社（おおいたあさひほうそう、英: Oita Asahi Broadcasting Co., Ltd.）は、大分県を放送対象地域とし、テレビジョン放送事業を行っている特定地上基幹放送事業者である。本社は、同県大分市新川西にある。略称はOAB。

## 概要
コールサインはJOBX-DTVで、ANN系フルネットのテレビ局である。
直接受信可能エリアは大分県のほぼ全域と、福岡県京築南部（九州朝日放送のエリア）、愛媛県豊後水道沿岸部の一部や松山市（愛媛朝日テレビのエリア）、山口県周防灘沿岸部の一部（山口朝日放送のエリア）。ただし、大分県内においても直接受信による視聴が困難な地域もある（後述）。
2006年（平成18年）12月1日より、同局のマスコットキャラクターとして「そらぽ」を採用している。
放送局名から示すようにANN系フルネットの平成新局であり、中継局数も大分県内の他局と比べてデジタル・アナログとも少ない（後述）ことから、系列外の番販ネットについては、日本テレビ系列とフジテレビ系列の両制作番組は基本的にクロスネットとして両系列（NNN/NNS・FNN/FNS）に加盟しているテレビ大分が受け持っており、テレビ大分でネットされない両系列の溢れた番組をJNN系列の大分放送が番販で受け持つことから、過去にネットしていた日本テレビ系列の日本海テレビ（本社・鳥取県鳥取市、鳥取・島根両県域テレビ局）制作全国ネット番組（『プリン・ス』など）以外は権利切れ再放送や他系列局相乗り制作番組を除き現在も放送していない。また、大分県ではテレビ東京系列の放送局はないが、当局ではテレビ東京系列の番販ネット数は2024年（令和6年）4月現在大分放送（6本）に次ぐ 4本を放送中。逆にテレビ大分はクロスネットの影響もあり2本（他に不定期1本）しかない。
主な受賞歴に『子ども食堂応援キャンペーン「笑顔のおむすび」』で2023年日本民間放送連盟賞特別表彰部門放送と公共性優秀賞を受賞した。また、『受け継がれた　ある兵士の愛』で2001年日本民間放送連盟賞番組部門テレビ教養番組優秀賞を受賞した。

## 本社・支社所在地
本社・演奏所
大分県大分市新川西2丁目7番1号
東京支社
東京都中央区築地5丁目3番2号 朝日新聞東京本社新館9階
大阪支社
大阪府大阪市北区中之島2丁目3番18号 中之島フェスティバルタワー19階
福岡支社
福岡県福岡市中央区長浜1丁目1番1号 KBCビル6階

## 資本構成
企業・団体の名称、個人の肩書は当時のもの。出典：

### 2021年3月31日
| 資本金 | 発行済株式総数 | 株主数 |
| ------ | -------------- | ------ |
| 30億円 | 60,000株       | 39     |

| 株主                             | 株式数   | 比率   |
| -------------------------------- | -------- | ------ |
| テレビ朝日ホールディングス       | 11,990株 | 19.98% |
| 朝日新聞社                       | 11,200株 | 18.66% |
| 九州朝日放送                     | 06,173株 | 10.28% |
| 大分合同新聞社                   | 04,500株 | 07.50% |
| 大分県                           | 03,000株 | 05.00% |
| フジ・メディア・ホールディングス | 03,000株 | 05.00% |

## 沿革
- 1989年（平成元年）11月13日 - 大分県の第3局を開設するための放送普及基本計画の変更を諮問（石川の第4局、愛媛、山口、宮崎の第3局と同日）[12]。
- 1990年（平成2年）1月24日 - 大分県の第3局の周波数割り当てを決定。大分地区では108件の免許申請があった。
- 1992年（平成4年）
  - 3月31日 - 予備免許交付。
  - 5月25日 - 会社設立[3]。
- 1993年（平成5年）
  - 9月26日 - サービス放送開始。
  - 10月1日 - 大分県内3番目のテレビ局として開局[3][注 2]。
- 2003年（平成15年） - 開局10周年を記念して、記念キャッチコピーと記念ロゴを制定。
- 2006年（平成18年）
  - 5月8日 - デジタル放送対応の主調整室設備（マスター）に更新（東芝製）。
  - 7月3日 - 地上デジタル放送試験電波送信開始。
  - 11月1日 - 地上デジタル放送のサイマル放送開始[13]。
  - 12月1日 - 地上デジタル放送開始[14]。マスコットキャラクター「そらぽ」誕生[4]。
- 2007年（平成19年）6月1日 - スタジオのHD化完了。これで、県内全放送局がHD対応のスタジオを持つこととなった。
- 2011年（平成23年）7月24日23時 - 地上アナログ放送停波。
- 2014年（平成26年）- 開局20周年記念事業で社屋をリニューアルするとともに、ガーデンスタジオを建設[15][16]。
- 2023年（令和5年）10月1日 - 開局30周年。

## ネットワークの移り変わり
- 1993年（平成5年）10月1日 テレビ朝日系列局として開局した。大分県内初、九州地区では九州朝日放送(KBC)、鹿児島放送(KKB)、熊本朝日放送(KAB)、長崎文化放送(NCC)に次いで5番目のテレビ朝日系フルネット局である（2022年（令和4年）現在、九州地区のテレビ朝日フルネット局の最後の開局でもある）。
  - 移行した割合は大分放送＝5：テレビ大分＝5と対等であった。これは生放送同時ネット番組も共有していたため、開局直前時点では前者がスーパーモーニング、後者がザ・ニュースキャスター。
  - なお、ニュース番組は昼のANNニュースがテレビ大分からの引き継ぎで、それ以外は新規ネット開始である。

## 主な送信所・中継局
地上デジタル放送のリモコンキーIDは「5」である。大分県のリモコンキーIDは開局順に割り当てられたため、民放3局目の本局が「5」となった。ANN系列キー局のテレビ朝日に合わせて使用している。なお「5」は朝日放送テレビ（ABCテレビ）・名古屋テレビ放送（メ〜テレ）・九州朝日放送（KBC）・北海道テレビ放送（HTB）を除くANN系列全フルネット局で共通している（ABCテレビ・メ〜テレ・HTBは「6」、KBCは「1」を使用しているため）。
「5」は大分県の民放ではJNN系列の大分放送（OBS）がアナログ親局に使用されていたが、OBSのリモコンキーIDは「3」を割り当てられたため「5」を引き継がず、本局が「5」を割り当てられた。アナログ親局5chを使う先発他系列局がある地域のANN系列局でリモコンキーID「5」を使用する放送局は、新潟テレビ21（UX）と長崎文化放送（NCC）がある。
また平成新局であり、アナログ中継局の数はNHK大分の86、OBSの83、TOSの84に対し、OABは24ヶ所と先発局と比較して極端に少なかった。特に山間部ないし旧町村部で受信できない地域が多かった。地上デジタル放送では新たに設置された中継局もあり、アナログ時代に比べれば改善されているものの、2008年6月30日時点の市町村別ロードマップでは、アナログ･デジタルとも難視聴の世帯は7,370世帯と、1,500世帯程度のNHK・OBSに比べて約4倍、2,000世帯程度のTOSに比べても約3.5倍もあり、特に西国東郡香々地町（現在の豊後高田市の一部）及び大田村（現在の杵築市の一部）では受信できる世帯が全世帯の半数以下にとどまっていた。2021年現在のデジタル送信所・中継局の数は、NHK大分が69、OBSとTOSがそれぞれ68に対し、OABは40ヶ所となっている。
なお、ケーブルテレビは県内では区域外再放送に当たらないが、愛媛朝日テレビの松山本局時代（物理17ch）・宇和島中継局（同23ch）が大分市・別府市などの国東半島地域で、九州朝日放送の黒木中継局（同15ch）が日田市のごく一部で受信できる場合があるほか、大分県の北西部でKBCの再放送を行うケーブル局がある。
※：垂直偏波
- リモコンキーID5
- 中部

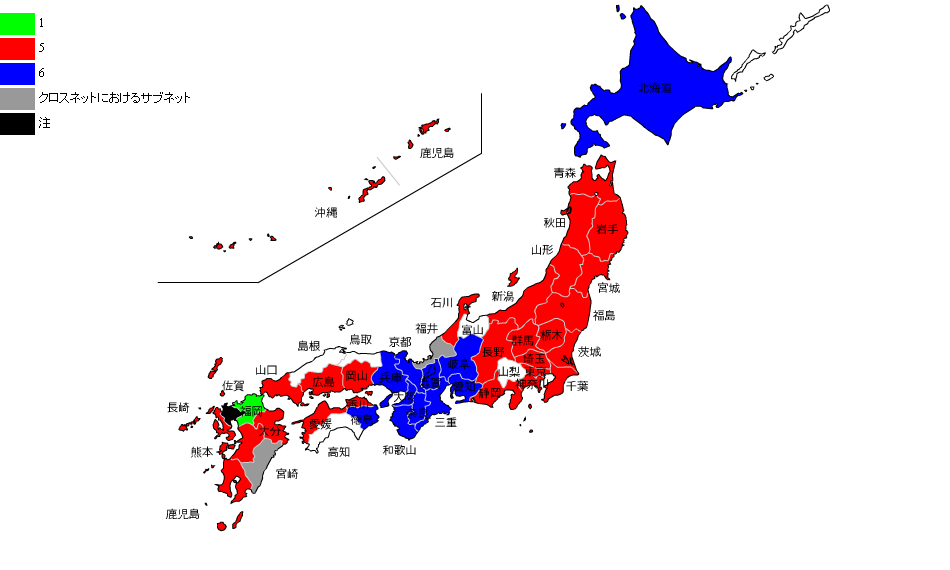
テレビ朝日系列のリモコンキーID地図

  - 大分 32ch JOBX-DTV 1kW（別府市十文字原）
  - ※野津原 32ch 3W（大分市障子岳）
  - ※大分東 32ch 1W（大分市横江山）
  - 湯布院 33ch 0.3W（由布市飛岳）
  - 山香若宮 18ch 0.05W（杵築市旧山香農業高校）2010年12月28日開局。
  - 庄内 33ch 1W（由布市冠山）
  - 臼杵 18ch 0.3W（臼杵市水ヶ城山）
  - 津久見 18ch 1W（臼杵市鉾土山）
  - 津久見南 42ch 0.3W（津久見市福山 ※デジタル新局）
- 北部
  - 中津 25ch 40W（中津市八面山）
  - 国東 42ch 10W（国東市小門山）
  - 安岐中央 42ch 0.3W（国東市 ※デジタル新局）
  - 安心院 47ch 1W（宇佐市竜王山）
  - 南院内 32ch 0.3W（宇佐市谷門山 ※デジタル新局）
- 西部
  - 玖珠 42ch 10W（九重町崩平山）
  - 西玖珠 19ch 1W（玖珠町伐株山 ※デジタル新局）
  - 日田 33ch 3W（日田市一尺八寸山）
  - 九重 33ch 0.3W（九重町小倉岳）
  - 西日田 33ch 1W（日田市高井岳 ※デジタル新局）
  - 竹田 23ch 3W（豊後大野市三宅山）
- 南部
  - 三重 18ch 10W（佐伯市佩楯山）
  - 緒方 48ch 1W（豊後大野市滞迫山）
  - 朝地戸崎 49ch 0.01W ※デジタル新局
  - 朝地 49ch 0.01W ※デジタル新局
  - 佐伯 18ch 10W（佐伯市波越山）

### アナログ放送
2011年7月24日停波時点
- 中部
  - 大分 24ch JOBX-TV 10kW
  - ※野津原 18ch 30W
  - ※大分東 62ch 10W
  - ※東植田 31ch 3W
  - 大分南 38ch 1W
  - ※大分高崎 51ch 0.1W
  - ※別府亀川 60ch 0.1W
  - 庄内 39ch 10W
  - 湯布院 37ch 3W
  - 山香若宮 40ch 0.1W
  - 臼杵 33ch 3W
  - 臼杵海添 59ch 0.1W
  - ※野津市 41ch 0.1W
  - 津久見 28ch 10W
- 北部
  - 中津 17ch 100W
  - 宇佐安心院 40ch 10W
  - 国東 62ch 100W
- 西部
  - 玖珠 27ch 100W
  - 日田 49ch 30W
  - 竹田 31ch 30W
  - 直入 54ch 3W
- 南部
  - 佐伯 31ch 100W
  - 三重 21ch 100W
  - 緒方 27ch 10W

## 主なテレビ番組
- OABニュース（月曜 - 金曜 11:57 - 12:00）[注 5]、（土日 17:48.54 - ）[注 6]
- じもっと!OITA（月曜 - 木曜 18:15 - 19:00）
- 5スタ（金曜 10:25 - 10:30）
- もっと!（金曜 15:43 - 18:48）
- タウンスパイス（月 - 木曜 14:15 - 14:20）
- 四季彩（不定期）
- そらぽがみたい!（日曜 16:25 ｰ 16:30、番組紹介）
- れじゃぐる（土曜 12:00 - 13:00）
- マイベストプロファイル（土曜 17:55 - 18:00）
- 大野タカシと○○の夜分、おじゃまします。（日曜 0:00 - 0:15（土曜深夜））
- お!（日曜 17:55 - 18:00）
- SOLD OUT（月曜 1:15 - 1:20（日曜深夜））
- 大分ふるさとCM大賞
- 駅のある風景
- 大分国際車いすマラソン （2016年より放送権がJNN系列の大分放送とBS-TBSに移行）
- ニッポンの酒シリーズ（毎年12月放送。KFB、UX、abn、HAB、KAB、QABとの共同制作、幹事局は年により異なる。）

### テレビ朝日系列番組（遅れネット）
- バナナマン日村が歩く! ウォーキングのひむ太郎（月曜 14:20 - 14:52、BS朝日制作）
- 夫が寝たあとに（火曜 0:15  - 1:15（月曜深夜））
- 有吉クイズ（火曜 1:20 - 1:50（月曜深夜））
- テレメンタリー（火曜 1:50 - 2:20（月曜深夜））
- ネコいぬワイドショー（火曜 14:20 - 14:52、BS朝日制作）
- これ余談なんですけど・・・（水曜 0:15 - 1:15（火曜深夜）、朝日放送テレビ制作）
- おぎやはぎのハピキャン（水曜 1:20 - 1:50（火曜深夜）、メ～テレ制作）
- バスケ☆FIVE〜日本バスケ応援宣言〜（水曜 1:50 - 2:05（火曜深夜））
- ラブ!!Jリーグ（水曜 2:05 - 2:20（火曜深夜））
- 工藤阿須加が行く農業始めちゃいました（水曜 14:20 - 14:52、BS朝日制作）
- チョコプランナー（木曜 0:15 - 0:45（水曜深夜））
- ぼる部屋（木曜 0:45 - 1:15（水曜深夜）、朝日放送テレビ制作）
- Break Out（木曜 1:20 - 1:50（水曜深夜））
- musicる TV（金曜 1:40 - 2:10（木曜深夜））
- 相席食堂（土曜 0:15 - 1:15（金曜深夜）、朝日放送テレビ制作）
- ワールドプロレスリング（土曜 1:20 - 1:50（金曜深夜））
- 題名のない音楽会（土曜 9:30 - 10:00）
- とっても健康らんど（土曜 11:30 - 11:45、九州朝日放送制作）
- 探偵!ナイトスクープ（日曜 0:15 - 1:10（土曜深夜）、朝日放送テレビ制作）
- ナイチン街レトロ（日曜 1:10 - 1:30（土曜深夜））
- 阿佐ヶ谷ワイド!!（日曜 16:15 - 16:35）
- ビートたけしのTVタックル（日曜 16:35 - 17:30）
- なにわ男子の逆転男子（月曜 0:10 - 0:40（日曜深夜））
- マユリカとおねだりフルーツジッパー（月曜 0:40 - 1:05（日曜深夜））

### テレビ東京系列番組
- 有吉ぃぃeeeee!そうだ!今からお前んチでゲームしない?（金曜 0:45 - 1:35（木曜深夜））
- それぞれの孤独のグルメ（土曜 11:00 - 11:45）
- 出川哲朗の充電させてもらえませんか?（土曜 13:00 - 14:00）
- 何を隠そう...ソレが!（日曜 10:00 - 11:00）
- あちこちオードリー（日曜 15:20 - 16:10）
- SAKAMOTO DAYS（月曜 1:05 - 1:35（日曜深夜））

### その他
- スギちゃんのいい湯、いい旅だぜぇ（水曜 1:20 - 1:50（火曜深夜））

## 終了したテレビ番組

### 自社制作番組
- OABプライムニュース
- スーパーJチャンネルおおいた
- れじゃぐるテレビ
- れじゃぐる2
- おおいた元気風
- チャレンジおおいた
- ぶんごコーラスライン
- 元気かえ!!東京の大分職人
- ROCKET TV
- 深夜情報パラダイスぱぶろふの犬
- 女子更衣室
- おとや楽々堂
- 大分ISOぱらだいす
- なんでも大分見聞録
- プレビューOAB
- おおいた情報大事典
- JOKER
- JOKER DX
- JOKER EX
- 金様の鍵

### テレビ東京系列
- ロックマンエクゼシリーズ
- わがまま☆フェアリー ミルモでポン!シリーズ
- 超星神シリーズ（幻星神ジャスティライザーから放送）
- BLUE DRAGON（第2期は未ネット）
- ハヤテのごとく!
- 絶対可憐チルドレン
- Disney Time
- トミカヒーローシリーズ
  - トミカヒーロー レスキューフォース→トミカヒーローレスキューファイアー
- デュエル・マスタービクトリー
- おはコロっす!（途中打ち切り）
- 爆丸バトルブローラーズ
- ペット大集合!ポチたま
- たかじんNOマネー〜人生は金時なり〜（テレビ大阪制作）
- BLEACH（2011年11月で打ち切り）
- クイズところ変れば!?
- 愛の貧乏脱出大作戦
- 釣り・ロマンを求めて
- 出動!ミニスカポリス
- サブちゃんと歌仲間
- おそ松さん（「おそ松くん」は第1作はOBS、第2作はTOSで放送）
- おそ松さん (第2期)
- チマタの噺
- ソレダメ!〜あなたの常識は非常識!?〜（2023年3月に打ち切り）
- モヤモヤさまぁ〜ず2（TOSから移行するも2023年3月に打ち切り）
- チェンソーマン
- SPY×FAMILY
- 君は放課後インソムニア
- 怪獣8号

### 日本テレビ系列
- 日本海テレビ制作
  - さまぁ〜ずの親孝行ツアー
  - プリン・ス→プリン・ス2
  - メロjpでいこう!
  - ブランディア うれしいことふやそう!
  - Good Living（2012年4月よりBS朝日に移行）
  - Girls TV! feat.SUPER☆GiRLS
  - あいどりゅ☆
  - めちゃフル!
  - きみだけTV
  - 賢者ファビウスの定理
  - THE FACTORY TOKYO
  - ブレイク!

## 開局時に先発民放から移行した番組

### TOSからの移行番組
- お昼のANNニュース
- 平日正午のワイドショー枠[注 7]
- あまから問答
- 徹子の部屋
- 土曜ワイド劇場
- 日曜洋画劇場
- ABC制作日曜朝枠アニメ[注 8]
- 新婚さんいらっしゃい![注 9]
- ミュージックステーション
- みのもんたの見たい知りたい
- 邦子と徹のあんたが主役
- さんまのナンでもダービー
- 歌謡びんびんハウス
- タモリ倶楽部[注 10]
- 水曜特バン!
- 水曜9時枠刑事ドラマ[注 11]
- メタルヒーローシリーズ[注 12]

### OBSからの移行番組
民教協の番組は除く。
- スーパーモーニング
- 金子信雄の楽しい夕食[注 13]
- 象印クイズ ヒントでピント[注 14]
- ドラえもん[注 15]
- スーパー戦隊シリーズ[注 16]
- 勇者シリーズ[注 17]
- ワールドプロレスリング
- 熱闘甲子園
- 土曜8時枠時代劇[注 18]
- 華麗にAh!so

## アナウンサー

### 在籍者
男性
- 2022年 江藤祐介
- 2023年 新岡智昭（元テレビ金沢→秋田朝日放送）、内野航（元山形放送）

女性
- 2016年 浅見眞帆[18]
- 2018年 下野紗弥[19]
- 2021年 佐藤伊音[20]、平井侑貴[21]
- 2023年 小栗琴音[22] - 5月23日5スタにて初鳴き

### 過去に在籍したアナウンサー・キャスター

#### 男性
- 1993年
  - 長田次郎（ - 2012年）
  - 中村康人（ - 2000年、現瀬戸内海放送アナウンサー）
- 1997年
  - 楠元正孝（ - 2016年、その後東京→大阪支社→ニュース情報センター担当部長勤務）
- 1999年
  - 野田奉伸（現在は東京支社勤務）
- 2002年
  - 板倉譲（ - 2004年）
- 2004年
  - 梅中悠介（ - 2006年、現フリーアナウンサー）
- 2007年
  - 児玉泰一郎（ - 2011年、現テレビ宮崎アナウンサー）
- 2011年
  - 広瀬俊輔（ - 2022年、その後コーポレート局総務部課長）[23]
- 2015年
  - 寺田健人（ - 2021年、現フリーアナウンサー〈ベスティ所属〉。フリー転向後も高校野球大分大会の実況を担当）

#### 女性
- 1993年
  - 志垣佳奈（ - 1997年）
  - 武本靖子（ - 2000年）
  - 原田多美子（ - 1999年）
  - 藤丘ともみ（元テレビ宮崎・テレビ西日本アナウンサー）
- 1998年
  - 原田恵理子（現：JoyStaff所属、日経CNBCキャスター）
- 1999年
  - 中嶋美和子（ - 2007年）
- 2000年
  - 鈴木麻理（現オールウェーブ・アソシエツ所属）
- 2003年
  - 天本圭子（ - 2008年）
- 2004年
  - 大久保千夏（ - 2016年）
- 2005年
  - 高嶋和代（ - 2014年）
- 2007年
  - 二ノ宮真美（ - 2011年）
  - 村島里佳（ - 2018年）
- 2011年
  - 椎木麻衣（ - 2019年、元宮崎放送スポーツキャスター）
  - 山下拓見（ - 2020年）
- 2012年
  - 冨永実加子（ - 2023年）[24]
  - 佐脇佳子
  - 松島優理